# 香港中藥藥劑師協會
香港中藥藥劑師協會（英語：Hong Kong Chinese Medicine Pharmacists Association），前身為香港中藥師協會，是以的中藥藥劑師及中藥專業人士為會員基礎的社團，於2015年成立，是香港現時唯一代表中藥專業人員的合法組織，並根據香港社團條例註冊。現任會長為羅潔梅、發言人為周若龍博士。

## 宗旨
- 聯絡和團結全港的中藥專業人員，爭取中藥藥劑師及中藥藥劑專業人士在香港的專業地位和權益。
- 推動本港中藥行業的規範化、現代化及專業化。
- 建立會員與業界及政府之溝通橋樑。
- 向公眾推廣中藥知識，提供正確的中藥資訊，為市民的健康服務。

## 組織架構
- 會員大會
- 聯席會議
- 執行委員會
- 監督委員會
- 選舉委員會
- 臨時工作小組

## 主要職能
- 爭取實施中藥藥劑師及中藥專業人員的註冊制度[2]（官辦或行內自管）
- 提名會員參與各醫療機構、有關法定及非法定機構事務
- 代表香港中藥專業人員界別與各中藥團體或組織交流[3]
- 積極向公眾傳播中藥學的專業知識（定期在都市日報撰寫專欄「中藥師 話你知」）[4]
- 向會員提供進修或專業提升服務

## 會內組織

### 執行委員會
香港中藥藥劑師協會由全體會員選舉出執行委員會各成員。
| 主席             | 羅潔梅                                                                                            |
| 副主席           | 魏柏儒、張棟健博士                                                                                |
| 執事委員（財務） | 袁翠盈                                                                                            |
| 執事委員（秘書） | 周若龍博士(兼發言人)                                                                              |
| 執事委員         | 葉裕強、蔡文方、戴月真、溫劍忠                                                                    |
| 學生代表         | 黎詩晴(香港浸會大學中藥學(全日制)本科課程) 黎美孜(香港高等教育科技學院中藥藥劑學(全日制)本科課程) |

| 主席             | 周芝苡                                                                                            |
| 副主席           | 魏柏儒、張棟健博士                                                                                |
| 執事委員（財務） | 袁翠盈                                                                                            |
| 執事委員（秘書） | 周若龍博士(兼發言人)                                                                              |
| 執事委員         | 葉裕強、蔡文方、戴月真                                                                            |
| 學生代表         | 陳敏惠(香港浸會大學中藥學(全日制)本科課程) 呂舜權(香港高等教育科技學院中藥藥劑學(全日制)本科課程) |

| 主席             | 區靖彤博士                                                                                        |
| 副主席           | 魏柏儒、張棟健博士                                                                                |
| 執事委員（財務） | 袁翠盈                                                                                            |
| 執事委員（秘書） | 周若龍博士(兼發言人)                                                                              |
| 執事委員         | 施祖榮博士、葉裕強、黃矗君、蔡文方                                                                |
| 學生代表         | 李曉琳(香港浸會大學中藥學(全日制)本科課程) 廖沛凝(香港高等教育科技學院中藥藥劑學(全日制)本科課程) |

| 主席             | 區靖彤博士                                 |
| 副主席           | 魏柏儒、黃錦榮                             |
| 執事委員（財務） | 周芝苡                                     |
| 執事委員（秘書） | 梁凱棋                                     |
| 執事委員         | 袁翠盈                                     |
| 學生代表         | 杜政憧(香港浸會大學中藥學(全日制)本科課程) |

| 主席             | 區靖彤博士                                  |
| 副主席           | 袁翠盈、黃錦榮                              |
| 執事委員（財務） | 周芝苡                                      |
| 執事委員（秘書） | 梁凱棋                                      |
| 執事委員         | 魏柏儒                                      |
| 學生代表         | 黎卓熹(香港浸會大學中藥學(全日制)本科課程） |

### 監督委員會
香港中藥藥劑師協會由全體會員選舉出監督委員會各成員。
| 監事長   | 黃錦榮         |
| 副監事長 | 施祖榮博士     |
| 監事委員 | 黃願瑾、許珉睿 |

| 監事長   | 黃錦榮         |
| 副監事長 | 施祖榮博士     |
| 監事委員 | 黃願瑾、許珉睿 |

| 監事長   | 黃錦榮         |
| 副監事長 | 周芝苡         |
| 監事委員 | 羅楚英、沈東婷 |

| 監事長   | 張棟健博士         |
| 副監事長 | 周若龍（兼發言人） |
| 監事委員 | 羅楚英             |

| 監事長   | 盧富榮             |
| 副監事長 | 張棟健             |
| 監事委員 | 周若龍（兼發言人） |

### 歷屆會長
香港中藥藥劑師協會中執行委員會主席為協會的當然會長。
| 2024-2026年度                 | 羅潔梅     |
| 2022-2024年度                 | 周芝苡     |
| 2019-2021年度(因疫情延任一年) | 區靖彤博士 |
| 2017-2019年度                 | 區靖彤博士 |
| 2015-2017年度(籌備委員會)     | 區靖彤博士 |

### 榮譽會長
歷屆卸任之會長將獲邀成為本會之榮譽會長，對會務提供意見。
- 區靖彤博士

### 會員
香港中藥藥劑師協會的會員有以下幾種：
- 普通會員
- 預備會員
- 學生會員
- 國際會員

## 外部連結
- 香港中藥藥劑師協會 （页面存档备份，存于）